# Borkum
Borkum (frisó Boarkum) és la més occidental de les illes frisones orientals, que constitueix un municipi del districte de Leer (Frísia Oriental).
L'illa està situada entre dos estrets, el Westereems a l'oest (separant-la de Memmert) i l'Ostereems a l'est (a l'altra banda del qual hi ha Rottumeroog). Al nord hi té el Mar del Nord, mentre que al sud és banyada pel Mar de Wadden. Tot i estar davant de la costa de la província neerlandesa de Groningen, pertany a l'estat de Baixa Saxònia (Alemanya).
Té una àrea de 30,6 km² i una població de 5.583 habitants (2003), concentrada en un únic poble que també es diu Borkum.
Només els residents tenen dret de circular-hi amb cotxe.

## Ajuntament
| Partit / Candidat               | Escons |
| ------------------------------- | ------ |
| CDU                             | 6      |
| SPD                             | 4      |
| Pro Borkum                      | 2      |
| Grüne                           | 2      |
| FDP                             | 1      |
| Unabhängige Insulaner           | 1      |
| Bürgermeisterin Kristin Mahlitz | 1      |
| Total                           | 17     |